# Beleg van Rijnberk (1633)
Het Beleg van Rijnberk (tegenwoordig Rheinberg) vond plaats tussen 11 juni tot en met 2 juli 1633, tijdens de Tachtigjarige Oorlog. Frederik Hendrik omsingelde, belegerde en veroverde Rijnberk dat jaar. Tegelijkertijd wist hij te verhinderen dat het Spaanse leger onder leiding van Aytone een ontzet kon ondernemen. Frederik Hendrik wist met de verovering van Rheinberg de laatste- en enige stad onder Spaans gezag aan de Rijn voor de Republiek te winnen.

## Aanloop
Rheinberg was sinds 1606 de laatste- en enige stad gelegen aan de Rijn, die nog onder Spaans gezag stond. Na Frederik Hendriks Veldtocht langs de Maas was het gebied ten noorden van de Maas, dat voorheen nog onder Spaans gezag stond, al flink gekrompen. Alleen Rheinberg, Geldern en Julich waren nog Spaans. Desondanks werd vanuit Rheinsberg wel "contributie" geïnd in grote delen van het Landschap Twente en het graafschap Zutphen. In de praktijk was dit een vorm van brandschatting hetgeen een zware belasting was voor de burgers. Frederik Hendrik was intussen op weg naar Rheinberg om ook dit laatste Spaanse bolwerk te slechten.
Aytone die daar van had vernomen was zelf niet in Rheinsberg aanwezig en trok vanuit Brabant met een leger van 14.000 man naar Rheinberg om deze stad te ontzetten. Hij bleek echter niet echter in staat om de Rijn over te steken, noch te verhinderen dat Frederik Hendrik approches rondom Rheinberg liet graven. Hij wist daarentegen wel Maaseik, Weert en het strategische Stevensweert in te nemen. Daardoor raakte het Staatse leger van Maastricht afgesneden en verstevigde zij haar grip op Geldern en Jülich. En misschien wel belangrijker, daarmee een mogelijke terugtocht over de Maas verzekerd.

## Beleg
Frederik Hendrik arriveerde op 11 juni voor Rheinberg en liet meteen zijn sappeurs approches graven zodat die de volgende dag al werden geopend. De plaats was slecht versterkt en had een zwakke bezetting. De gracht bleek doorwaadbaar, en de stadswal te beklimmen. Daarna volgen drie weken van beschietingen. De stad werd van drie kanten aangevallen. De hoornwerken op de Haagsche- en Ginneksenpoort, daarnaast op het kasteel. De sappeurs waren het dichtst genaderd bij de Ginneksenpoort aan de overkant van de Leye. Deze aanval werd vanuit twee forten, de Efferschans en Speyschans verdedigd en afgeslagen. Op de tiende dag na het openen van de loopgraven hadden de belegeraars de bedekte weg bereikt. Vandaar konden zij het hoornwerk voor de Ginneksenpoort veroveren en zich in de keel verschansen. Daar wierpen zij een batterij op. Via een galerij konden ze de gracht overbruggen en het bastion ondermijnen. Bijna op dezelfde wijze ging men ook aan de andere aanvalskanten te werk. Op het moment dat door het aanbrengen van mijnen bressen waren ontstaat om de stad te kunnen bestormen. Er werden twee grote aanvallen uitgevoerd. Toen de belegeraars tot aan de contrescarp waren genaderd gaf de stad zich over.

## Nasleep

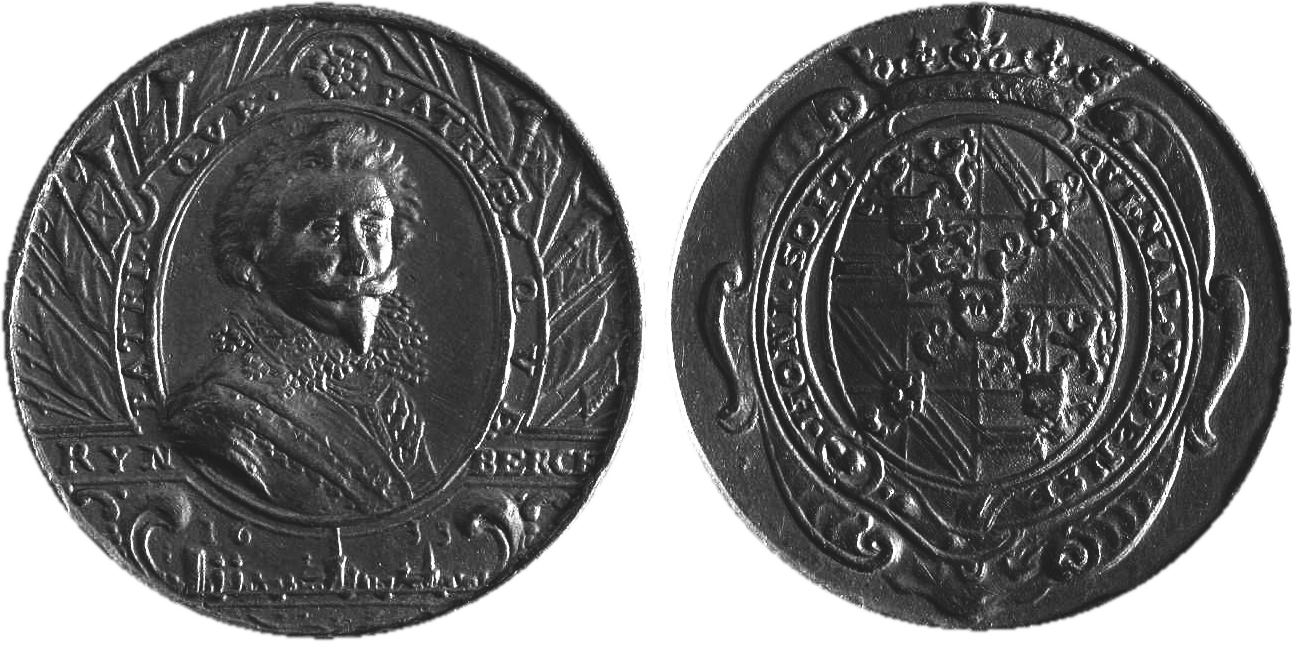
Herinneringspenning (collectie: Museum Rotterdam)

Op 2 juli moest de bezetting in Rheinberg capituleren, twee dagen later vertrok het garnizoen met hun vrouwen en priesters. Het innen van de "contributie" in Twente en het graafschap Zutphen kwam daarmee ten einde. Met de inname werd de bijna voltooide Fossa Eugeniana tussen Venlo en Rheinberg voorkomen. De Fossa Eugeniana was een kanaal project waarmee in 1626 was begonnen. Het kanaal moest Maas en Rijn met elkaar verbinden. Als tweede rol moest zij de handel met de Noord Nederlandse gewesten afsnoeren en dekking geven tegen Staatse aanvallen vanuit het zuiden. De verovering van Rheinberg en Venlo betekende de definitieve doodsteek van dit project. Ter nagedachtenis aan de verovering werd op 31 juli 1633 een triomfpenning geslagen.
Beleg van Rijnberk (1586-90) · 
Beleg van Rijnberk (1597) ·
Beleg van Rijnberk (1598) · 
Beleg van Rijnberk (1601) · 
Beleg van Rijnberk (1606) · 
Beleg van Rijnberk (1633)